# مسائل زیست‌محیطی در گرجستان (کشور)

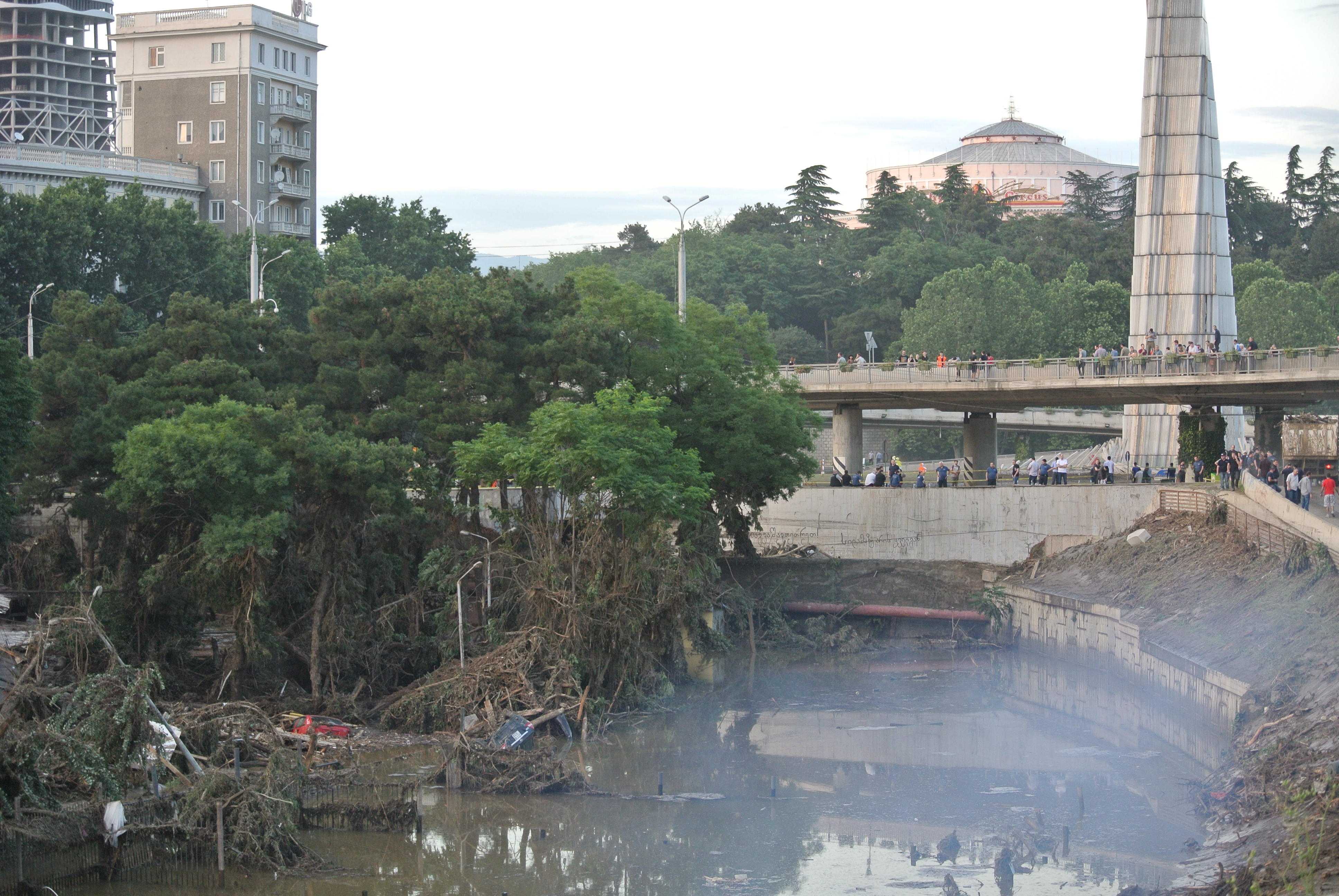
سیل ۲۰۱۵ تفلیس

گرجستان، کشوری کوچک اما پرشکوه، در منطقهٔ قفقاز جنوبی واقع شده است. این کشور از غرب با دریای سیاه، از شمال با فدراسیون روسیه، از شرق با جمهوری آذربایجان، از جنوب غربی با ترکیه و از جنوب با ارمنستان هم‌مرز است.
گرجستان نه تنها از نظر جغرافیایی موقعیتی راهبردی دارد، بلکه دارای منابع طبیعی سودآور، مناظر خیره‌کننده و متنوع، منابع آبی فراوان و زیستگاه‌هایی غنی است که از دیدگاه بوم‌شناختی اهمیت زیادی در سطح محلی و جهانی دارند. اکوسیستم‌های این کشور، با گونه‌های جانوری و گیاهی خاص، بخشی از گنجینهٔ طبیعی منطقهٔ قفقاز محسوب می‌شوند که برای حفظ تنوع زیستی جهانی نیز ارزشمندند.
توسعه اقتصادی دلیلی برای رفاه کشور است که ممکن است بر محیط زیست و منابع طبیعی تأثیر منفی بگذارد. تجربه کشورهای توسعه‌یافته ثابت کرده است که تلاش برای رشد اقتصادی می‌تواند مشکلات زیست‌محیطی و منابع طبیعی را تشدید کند. برخی از مهم‌ترین مشکلات زیست‌محیطی گرجستان عبارت‌اند از: تخریب اراضی و جنگل‌ها، آلودگی، و مدیریت ناکارآمد پسماند—که همگی به تغییرات اقلیمی و از دست رفتن تنوع زیستی منجر می‌شوند.
گرجستان برای مقابله با این چالش‌ها، سیاست‌هایی را تدوین و اجرا کرده است تا پیامدهای منفی زیست‌محیطی را کاهش دهد و توسعهٔ پایدار را در دستور کار قرار دهد.

## مسائل عمده

### تخریب زمین و جنگل
وزارت حفاظت از محیط‌زیست و منابع طبیعی گرجستان تخمین زده است که ۳۵٪ از اراضی کشاورزی این کشور دچار تخریب شده‌اند. همچنین، بر اساس گزارش وزارت کشاورزی، ۶۰٪ از زمین‌های زراعی گرجستان دارای کیفیت تولید پایین یا متوسط هستند.
این داده‌ها زنگ هشداری برای وضعیت منابع طبیعی کشور به‌شمار می‌آیند و نشان‌دهندهٔ ضرورت اقداماتی فوری برای بهبود بهره‌وری کشاورزی، مقابله با فرسایش خاک، و احیای زیست‌پذیری زمین‌ها هستند. از عوامل مهم تخریب زمین می‌توان به چرای بیش از حد دام، گسترش بی‌برنامه شهرها و جنگل‌زدایی اشاره کرد. گرجستان در سال ۲۰۱۸ میانگین امتیاز شاخص یکپارچگی چشم‌انداز جنگلی ۷٫۷۹ از ۱۰ را داشت که آن را در رتبه ۳۱ جهان از بین ۱۷۲ کشور قرار می‌دهد.
فرآیندهای فرسایش خاک، اگرچه پدیده‌های طبیعی در نظر گرفته می‌شوند، اما توسط انواع مختلف فعالیت‌های ناپایدار انسانی تشدید می‌شوند.از بین رفتن کیفیت اراضی و تشدید آسیب‌های زیست‌محیطی در گرجستان، همچنین ناشی از مجموعه‌ای از فعالیت‌های انسانی ناپایدار است. از جمله مهم‌ترین آن‌ها می‌توان به استخراج معدنی و پروژه‌های عمرانی بدون ارزیابی زیست‌محیطی کافی (مانند نیروگاه برق‌آبی شوآخوی)، قطع غیرقانونی درختان، گسترش شهری بدون نظارت، فعالیت‌های صنعتی در بستر رودخانه‌ها، و بی‌توجهی به قوانین مربوط به کاربری زمین و استانداردهای زیست‌محیطی و هیدرولوژیکی اشاره کرد.
نتیجهٔ این عوامل، فرسایش شدید خاک، نابودی پوشش گیاهی، تخریب زیستگاه‌های طبیعی، و اختلال در تعادل اکولوژیکی مناطق مختلف است. استمرار این روند نه تنها بر بهره‌وری کشاورزی و منابع طبیعی تأثیر منفی دارد، بلکه خطر بروز پدیده‌هایی مانند سیلاب، رانش زمین و بیابان‌زایی را نیز افزایش می‌دهد. در این شرایط، نیاز به سیاست‌گذاری مؤثر و پایش مداوم وضعیت محیط‌زیست بیش از پیش احساس می‌شود.
در پی تخریب گستردهٔ اراضی و بی‌توجهی نسبت به مسائل زیست‌محیطی، کنترل سیلاب و جلوگیری از وقوع بلایای ادواری نظیر رانش زمین و سیلاب‌های ناگهانی، به امری فوری و اجتناب‌ناپذیر بدل شده است. ترکیب عوامل طبیعی با فشارهای انسانی همچون نابودی پوشش گیاهی، ساخت‌وسازهای ناپایدار و بهره‌برداری بی‌رویه از منابع، زمینه‌ساز افزایش خطرپذیری مناطق مختلف در برابر این وقایع شده است.
این وضعیت، لزوم پیاده‌سازی سیاست‌ها و زیرساخت‌های پیشگیرانه—از جمله تقویت سامانه‌های هشدار سریع، بازسازی پوشش گیاهی، مهار بهره‌برداری بی‌رویه از شیب‌ها و حفاظت از منابع آبی—را به امری حیاتی و غیرقابل چشم‌پوشی تبدیل کرده است.

### آلودگی هوا
کاهش کیفیت هوا یکی از پیامدهای متعدد رشد فعالیت‌های اقتصادی در روند شهرنشینی است. در مورد کشور گرجستان، آلودگی هوا عمدتاً از بخش‌های حمل‌ونقل، صنایع و انرژی ناشی می‌شود.
آلاینده‌های اصلی هوا که در این کشور مورد پایش قرار می‌گیرند شامل ذرات معلق (ذرات معلق کل یا TSP)، مونوکسید کربن (CO)، اکسیدهای نیتروژن (NO و NO₂)، و دی‌اکسید گوگرد (SO₂) هستند. این ترکیبات نقش مهمی در کاهش کیفیت هوا، افزایش خطر بیماری‌های تنفسی و تخریب تدریجی زیست‌بوم‌های شهری دارند.
در گرجستان سیستم حمل و نقل عمومی به اندازه کافی توسعه نیافته است بخش قابل توجهی از جمعیت از وسایل نقلیه شخصی به عنوان وسیله حمل و نقل ترجیحی استفاده می‌کنند. تعداد وسایل نقلیه خصوصی در طول دهه گذشته به سرعت افزایش یافته و در دوره پنج ساله اخیر تقریباً دو برابر شده است. ترافیک و به دنبال آن منابع صنعتی افزایش یافته است. این کشور در طول دهه گذشته شاهد افزایش شدید تعداد خودروهای دیزلی قدیمی و کثیف در جاده‌ها بوده است و آزمایش آلودگی عملاً وجود ندارد. گرجستان از نظر تعداد مرگ‌ومیرهای منتسب به آلودگی هوا، در میان کشورهای جهان در یکی از بالاترین جایگاه‌ها قرار دارد. این آمار نگران‌کننده، بازتابی از ترکیب عواملی مانند استفاده گسترده از خودروهای فرسوده، نبود سیاست‌های کنترل آلاینده‌ها، مصرف سوخت‌های بی‌کیفیت، و ضعف سیستم‌های نظارتی بر کیفیت هواست.
این وضعیت نه‌تنها به سلامت عمومی آسیب می‌زند، بلکه فشار مضاعفی بر زیرساخت‌های بهداشت و درمان وارد می‌کند و توسعهٔ پایدار شهری را به چالش می‌کشد.

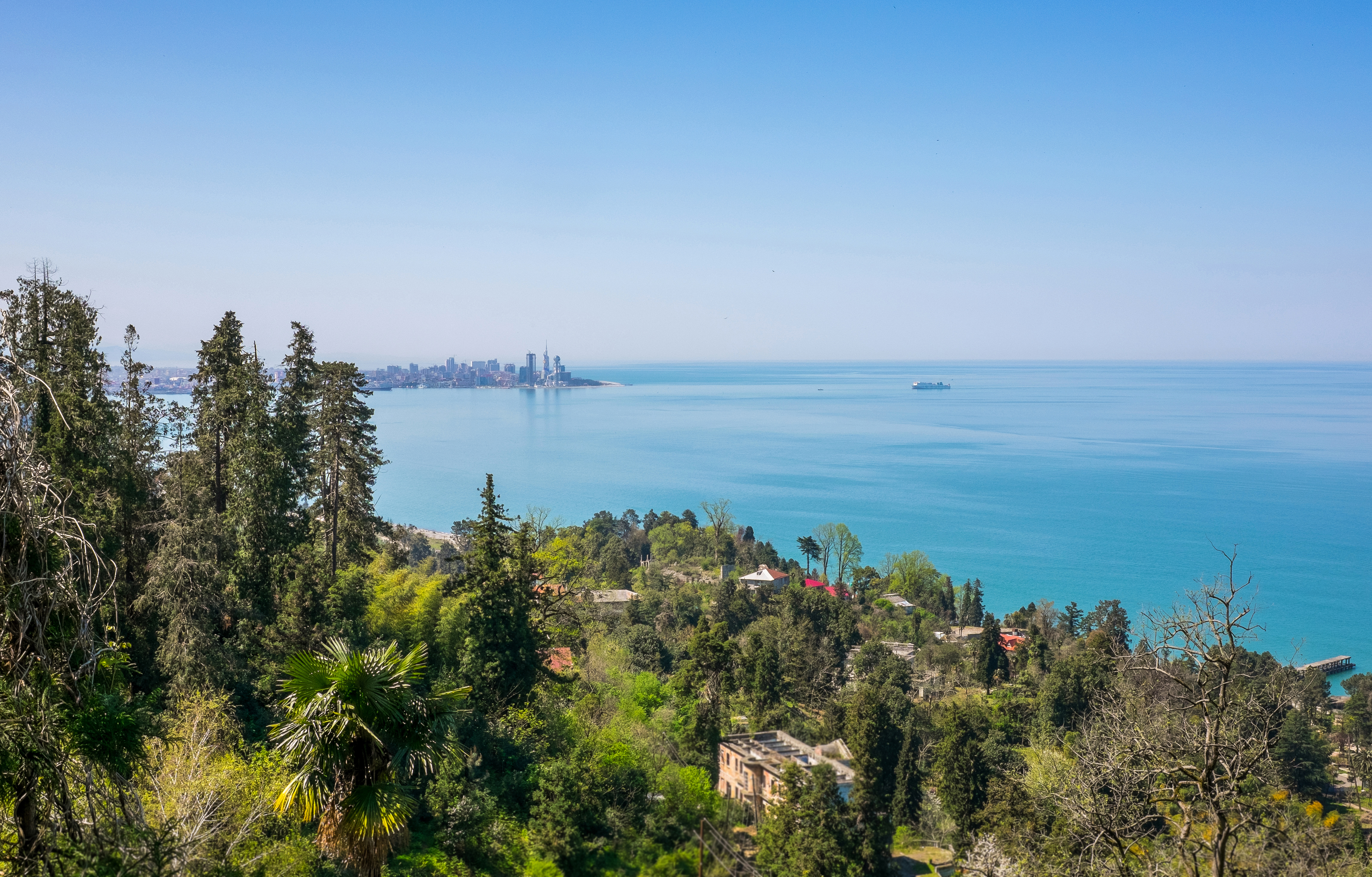
ساحل دریای سیاه گرجستان

#### دریای سیاه
در غرب گرجستان، دریای سیاه واقع شده است. نواحی ساحلی این کشور که حدود ۳۱۰ کیلومتر امتداد دارند، به‌تدریج در حال تجربهٔ تأثیرات ناشی از ورود فاضلاب‌ها و پسماندهای آبی هستند—جریاناتی که از حرکت جمعیتی بیش از ۱۷۰ میلیون نفر در کشورهای حاشیهٔ رودخانه‌هایی که به دریای سیاه می‌ریزند، سرچشمه می‌گیرند.
این آلودگی‌ها ممکن است به کاهش تنوع زیستی، انقراض گونه‌ها و تأثیرات منفی بر سلامت انسان‌ها منجر شود. در گرجستان نیز، همان‌گونه که در بسیاری از کشورها مشاهده می‌شود، آگاهی عمومی اندک و درک ناکافی از تأثیر فعالیت‌های انسانی بر محیط‌زیست، از عوامل اصلی مشارکت این کشور در آلودگی آب‌های دریای سیاه به‌شمار می‌آید.

### مدیریت پسماند
تأثیر زباله و آلودگی شیمیایی منجر به یکی از برجسته‌ترین مشکلات زیست‌محیطی در گرجستان شد. آلودگی محیط زیست ناشی از رهاسازی زباله‌های خطرناک و استفاده نادرست از محل‌های دفن زباله، کشور را در معرض خطر همیشگی قرار می‌دهد. علاوه بر این، زباله‌های انباشته شده و مدیریت نامنظم زباله، وضعیت فعلی حوزه فعالیت آنها را بدتر می‌کند. ۶۳ محل دفن زباله ثبت شده وجود دارد که بیش از ۳۰۰ هکتار را اشغال می‌کنند و ۲۰۳ هکتار از آنها محل‌های دفن زباله فعال هستند (MENRP ۲۰۱۲). بیشتر این محل‌های دفن زباله بدون اقدامات مناسب، نظارت دولتی و یکپارچه‌سازی مناسب سیستم جمع‌آوری زباله فعالیت می‌کنند. در حال حاضر، ۶۳ محل دفن زبالهٔ ثبت‌شده در کشور وجود دارد که در مجموع بیش از ۳۰۰ هکتار را پوشش می‌دهند؛ از این میزان، حدود ۲۰۳ هکتار به محل‌های فعال اختصاص دارد (MENRP 2012). با این حال، بیشتر این مراکز بدون رعایت الزامات زیست‌محیطی، بدون نظارت کافی دولت و بدون ادغام مؤثر در سامانه‌های جمع‌آوری پسماند فعالیت می‌کنند.
سامانهٔ جمع‌آوری زبالهٔ خانگی تنها در شهرهای بزرگ و مراکز ناحیه‌ای به‌طور استاندارد اجرا می‌شود، در حالی‌که سایر مناطق—به‌ویژه روستاها و سکونتگاه‌های کوچک—از این خدمات بی‌بهره‌اند. این نابرابری در دسترسی، مشکل مدیریت پسماند در کشور را دوچندان کرده است. در برخی از مناطق، به‌ویژه روستاها، ساکنین برای حل مشکل زباله، آن‌ها را در دره‌ها، حاشیهٔ جاده‌ها یا در امتداد رودخانه‌ها رها می‌کنند—که خود موجب آلودگی منابع آب، تخریب زیستگاه‌ها و تهدید بهداشت عمومی می‌شود.

### تغییرات اقلیمی

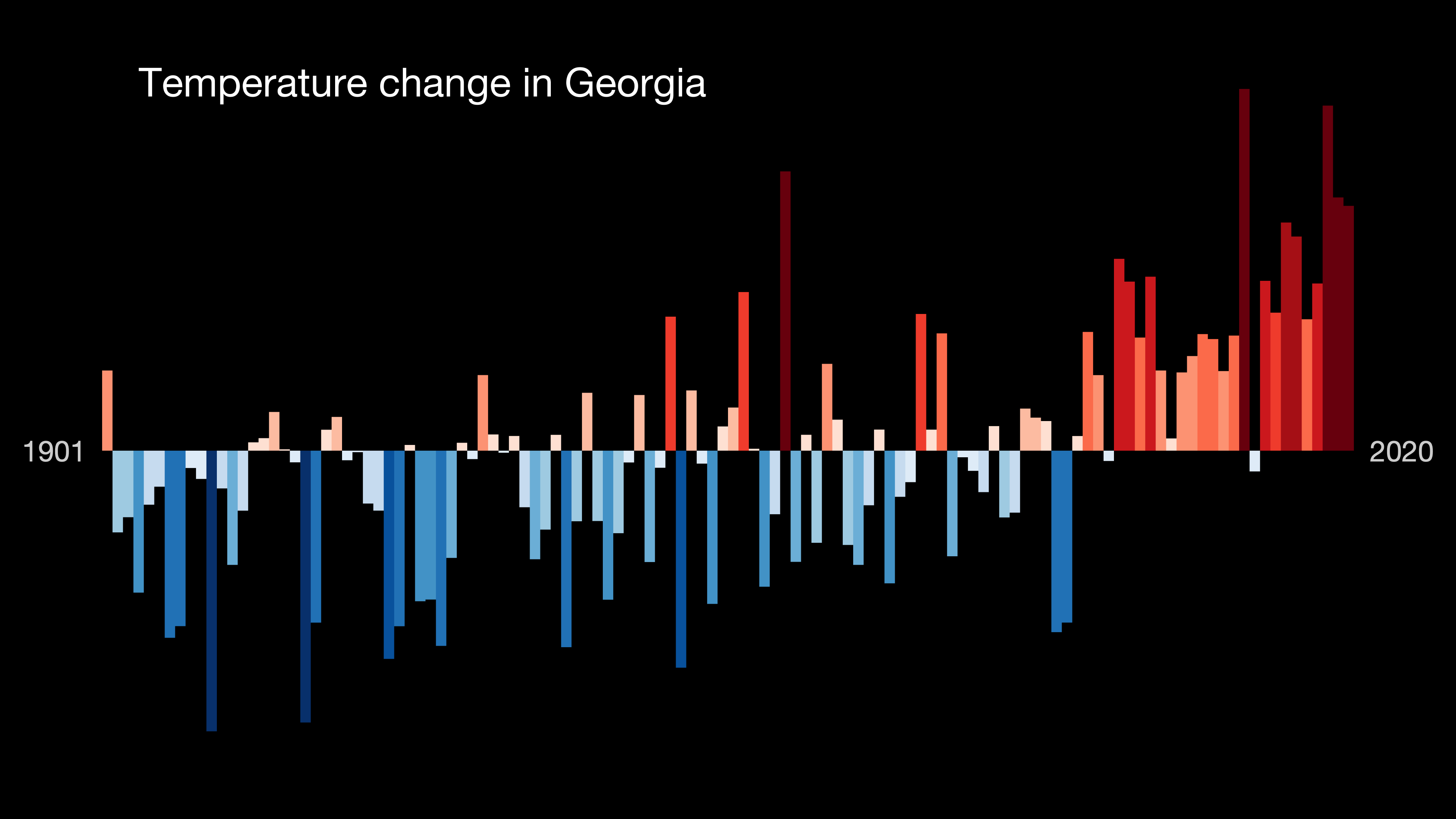
نمودار ناهنجاری دما برای گرجستان بین سال‌های ۱۹۰۱ تا ۲۰۲۰.

کشاورزی برای گرجستان از اهمیت ویژه‌ای برخوردار است و بخش بزرگی از اشتغال، رشد و معیشت روستایی، امنیت غذایی و صادرات را تشکیل می‌دهد. با این حال، این بخش به تغییرات نامطلوب در شرایط مرتبط با آب و هوا مانند دما، بارندگی و فراوانی رویدادهای شدید (مانند خشکسالی، سیل، طوفان) بسیار حساس است به گفته سوفیکو آخوبادزه، معاون مدیر اجرایی Rec Caucasus، یک سازمان غیردولتی و یکی از بزرگ‌ترین گروه‌های زیست‌محیطی در قفقاز، تعداد سیل‌ها در گرجستان در ۱۰ سال گذشته دو برابر شده است و خشکسالی همچنان در حال افزایش است. علاوه بر این، روندهای ثبت‌شده در دومین گزارش ملی گرجستان تحت «پیمان‌نامهٔ چارچوب سازمان ملل متحد در مورد تغییر اقلیم» نشان می‌دهد که در طی یک قرن گذشته، دمای متوسط در شهر تفلیس—پایتخت گرجستان—حدود ۰٫۷ درجه سلسیوس افزایش یافته است. در نواحی شرقی گرجستان نیز افزایش دمایی در حدود ۰٫۵ درجه سلسیوس گزارش شده، اما در مقابل، در نواحی غربی کشور اندکی کاهش دما مشاهده شده است.
در زمینهٔ بارندگی، داده‌ها حاکی از آن‌اند که در دشت‌ها و مناطق کم‌ارتفاع گرجستان، میزان بارندگی سالانه به‌طور میانگین حدود ۱۰ تا ۱۵ درصد افزایش یافته؛ در حالی‌که در مناطق کوهستانی، بارندگی‌ها با کاهش ۱۵ تا ۲۰ درصدی روبه‌رو بوده‌اند. این تغییرات، پیامدهای جدی برای منابع آب، کشاورزی، و مخاطرات اقلیمی آینده مانند خشکسالی و سیلاب به همراه دارد.

## سیاست و نهادها
وزارت حفاظت از محیط‌زیست و منابع طبیعی گرجستان (MENRP) نهاد اصلی تعیین‌کنندهٔ سیاست‌های زیست‌محیطی در این کشور به‌شمار می‌رود که مسئولیت مدیریت و نظارت بر ظرفیت‌های مدیریتی زیست‌محیطی را بر عهده دارد. این وزارتخانه همچنین نقش یک نهاد مدافع را در فرایند قانون‌گذاری محیط‌زیستی ایفا می‌کند و تلاش می‌کند تا اصول پایداری در سیاست‌گذاری ملی نهادینه شود.
از جمله چالش‌برانگیزترین مسئولیت‌های مدیریتی این وزارتخانه می‌توان به صدور مجوزهای زیست‌محیطی و نظارت بر اجرای آن‌ها اشاره کرد—فرآیندهایی پیچیده که نیازمند ارزیابی‌های دقیق، پایش مستمر و تطبیق با استانداردهای بین‌المللی هستند.
این نهاد در ژوئن سال ۲۰۰۸ تأسیس شد و مسئولیت صدور مجوز برای بهره‌برداری از منابع طبیعی—به‌جز مجوزهای مربوط به استخراج و بهره‌برداری از منابع نفتی—را بر عهده دارد.
آژانس ملی محیط‌زیست (NEA) به‌صورت مستقل از نهادهای اجرایی و حاکمیتی فعالیت می‌کند، اما فعالیت‌های آن تحت نظارت دولت قرار دارد. این استقلال عملی به آژانس اجازه می‌دهد تا تصمیم‌گیری‌های فنی و تخصصی را بدون مداخله مستقیم دیگر نهادهای دولتی انجام دهد، درحالی‌که چارچوب عملکرد آن همچنان در حیطهٔ سیاست‌گذاری عمومی کشور تعریف می‌شود.